# ウォーレン・ケアロハ
ウォーレン・ケアロハ（Warren Daniels Kealoha、1903年3月3日 - 1972年9月8日）は、アメリカ合衆国ハワイ州ホノルル出身のアメリカ人男子競泳選手。1920年アントワープオリンピック、1924年パリオリンピックで史上初めて100m背泳ぎ2連覇を達成した選手。

## 経歴

### 1920年アントワープオリンピック
17歳で臨んだ初めてのオリンピックで100m背泳ぎの予選から1:14.8の世界新記録を出し、決勝では記録を落としたが金メダルを獲得した。

### 1924年パリオリンピック
2度目となるパリオリンピックでは100m背泳ぎ予選で五輪新記録を樹立し、準決勝も1位通過となった。決勝で再び五輪新記録を更新し、2連覇を達成した。背泳ぎでの連覇は男女競泳通じてケアロハが史上初の達成者。